# Порт-ель-Кантауї
Порт-ель-Кантауї (фр. Port El Kantaoui, араб. مرسى القنطاوي) — порт в Тунісі в місті Сус.

## Географія
Порт-ель-Кантауї знаходиться за п'ять кілометрів від міста Сус. Разом ці два міста утворюють курортний регіон «Сус Кантауї».

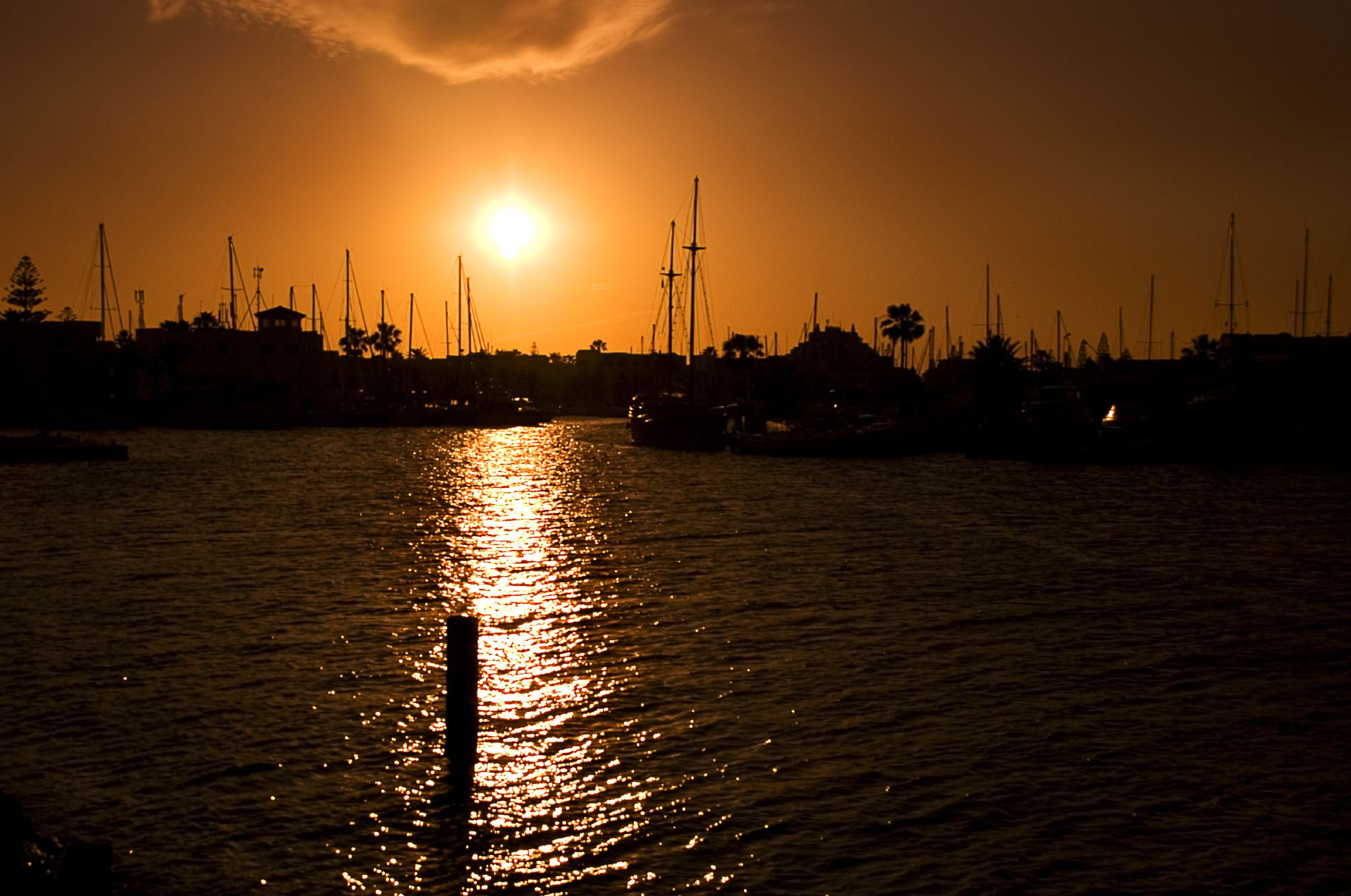
Захід сонця на бухті в Порт-ель-Кантауї

## Туризм
Готельні комплекси «Сус Кантауї» можуть вмістити приблизно 37 тисяч туристів. Між собою міста пов'язані спеціальним туристичним автобусним маршрутом. Порт Ель Кантауї середземноморський порт-сад з красивою морською гаванню, яхтами, ресторанами і сучасними готелями.
Центр курортного комплексу — марина — побудований за типом старовинних середземноморських містечок: штучна гавань в оточенні невеликих бунгало в мавританському стилі, у яких розташовуються кав'ярні, рибні ресторани, сувенірні лавки і апартаменти. Одноразово гавань може прийняти до трьохсот яхт і морських катерів.
Формально Порт Ель Кантауї вважається одним з районів міста Сус, разом з тим це автономний курорт з повним набором закладів для розваг і відпочинку.

## Пам'ятки
- Морська гавань («марина»).
- «Співаючі фонтани» в центрі курорту.
- Середньовічна Медіна міста Сус (в 5 км від Порт Ель Кантауї).
- Старовинні мечеті.
- музей міста відтворює історію III–IV століть в мозаїках.
- Залишки фінікійських гробниць, римських будинків, візантійських укріплень, відреставровані усипальниці

II–IV століть — християнські катакомби Доброго пастиря на 25 тисяч поховань.
- Slim Centre (шопінг, одяг світових брендів)
- Soulla Centre (шопінг, сувеніри за фіксованими цінами) — все в м. Сус (5 км від Порт Ель Кантауї).[1]

Рекомендовані ресторани і бари: диско-клуб Platinum в центрі самого курорту.
Також, у сусідньому курорті Сус: Saloon (бар-ресторан), Casa Del Gelato (Палац Морозива), Bora-Bora, Bananas, Living (диско-клуби).

## Готелі
- Hasdrubal Thalassa Hotel & Spa Port El Kantaoui
- Hotel Riu Imperial Marhaba
- Riu ClubHotel Bellevue Park
- Iberostar Diar El Andalous
- Seabel Alhambra Beach Golf & Spa
- Marhaba Palace Hotel
- Hotel Riviera
- Hotel Kanta
- Royal Kenz Hotel
- El Hana Palace Hotel
- El Mouradi Palm Marina
- El Mouradi Palace
- El Mouradi Club Selima
- El Mouradi Port El Kantaoui
- El Mouradi Club Kantaoui
- Hotel Abou Sofiane
- Soviva Resort
- Miramar Golf Hotel
- Les Maisons De La Mer
- Abou Nawas Diar Andalus
- El Kantaoui Center
- Houria Palace Hotel
- Les Maisons Des Jardins
- Jawhara Coralia Club Sousse
- Veraclub El Kantoui
- El Hana Hannibal Palace Hotel
- SprinClub El Kantaoui Village
- Residence Kantaoui
- Tergui Club
- Nour El Kantaoui Hotel [2]